# Élisée Jean Dao
Elisée Jean Dao, né le 7 janvier 1973 à Mondoro, est un général des forces armées maliennes, servant dans la garde nationale du Mali. Il fut en 2023 ambassadeur du Mali au Gabon. Actuellement ambassadeur du Mali en Chine.

## Biographie

### Enfance et études
Il naît le 7 janvier 1973 à Mondoro dans le cercle de Douentza,. Son prénom, chrétien, vient du prophète de l'Ancien Testament.
Après un bac biologique au lycée public de Sévaré, il obtient un diplôme de l'Institut polytechnique rural de Katibougou puis réussit le concours d'entrée à l'école militaire interarmes de Koulikoro en 1993. Il en sort comme sous-lieutenant d'infanterie en 1996.
Il est titulaire d'un master d'économie. Polyglotte, il parle français, l’anglais, mais aussi les principales langues du Mali : bambara, peul et dogon et a quelques notions d'arabe, de tamasheq et de songhaï.

### Batailles de Konna et de Gao

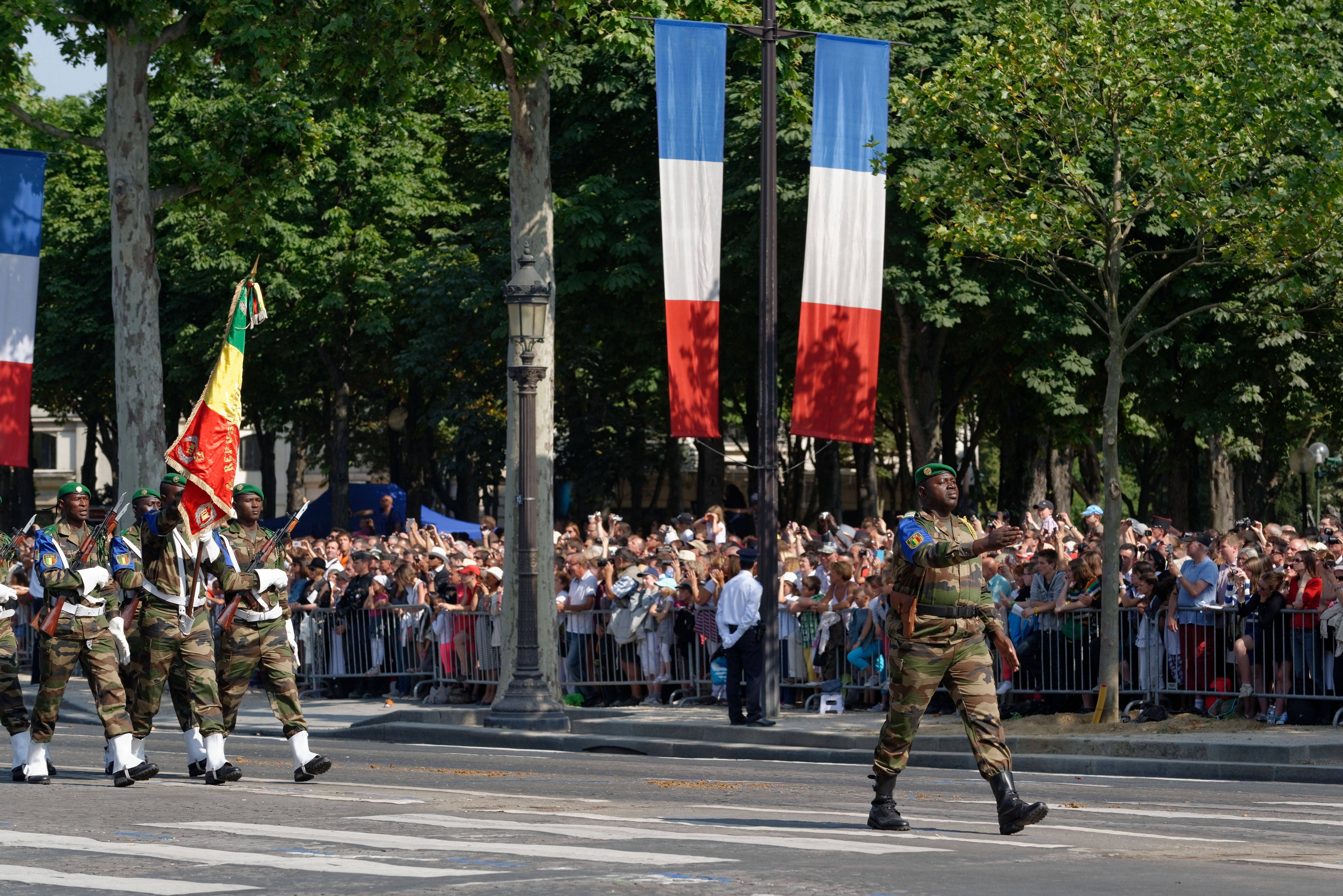
Le colonel Dao ouvre la marche aux troupes maliennes défilant sur les Champs-Élysées le 14 juillet 2013.

Il commande une unité de la garde nationale lors de la bataille de Konna en janvier 2013. Il bloque les infiltrations djihadistes par la route de Bandiagara. Il participe ensuite à la reconquête de Gao. Il ouvre par la suite le défilé militaire du 14 Juillet 2013.

### Opération
Il est responsable de l'opération menée en octobre 2013 à Kati contre les ex-putschistes du CNRDRE,.

### Depuis 2014
Début 2014, il est chef de cabinet à l'état-major de la garde nationale. Fin 2015, il est diplômé en France du brevet d'études supérieures militaires de l'école de guerre. Il devient chef d'état-major de la garde nationale le 1er septembre 2020, nommé par le colonel-major Assimi Goïta, président du comité national pour le salut du peuple. Nommé général de brigade, il quitte son commandement le 21 février 2023, laissant la place au colonel Famoukè Camara. Il est nommé le 10 mai 2023 ambassadeur du Mali au Gabon. Actuellement il est en poste comme ambassadeur du Mali en Chine.

## Décoration
Il a reçu les distinctions suivantes :
- Officier de l'ordre national du Mali depuis 2020 (chevalier depuis 2014)
- Titulaire de la croix de la valeur militaire malienne (it) depuis 2013
- Titulaire de la médaille du mérite militaire malien (it) depuis 2013
- Médaille d'or de la Défense nationale française depuis 2014
- Médaille des Nations unies (RD Congo) depuis 2010
- Médaille du service de la Politique européenne de sécurité et de défense depuis 2020